# Depressizona axiosculpta
Depressizona axiosculpta is een slakkensoort uit de familie van de Depressizonidae. De wetenschappelijke naam van de soort is voor het eerst geldig gepubliceerd in 2009 door Geiger.